# Rubén Castillo Anchapuri
Rubén Castillo Anchapuri (Juliaca, 18 de marzo de 1931 - Arequipa, 17 de febrero de 2009) fue un Teólogo, Profesor, Biólogo, y Naturópata peruano. Gestor y Fundador de la Universidad Unión Incaica (hoy Universidad Peruana Unión).

## Biografía
Nació en la ciudad de Juliaca, el 18 de marzo de 1931, en la Clínica Adventista Americana. Educado por sus padres, Eduardo Castillo Quispe y Apolinaria Anchapuri, fue bautizado como adventista a los 12 años en el Río Perené, en Sutziki. El año de 1944 marca sus inicios en el campo laboral y fue como pastor de ovejas en la sierra limeña de Río Blanco, con el fin de juntar dinero para poder estudiar. En el verano de 1945 llegó todo un adolescente temprano a los predios del Colegio Unión en Miraflores. Fue recibido por el director en ejercicio. Era un momento de transición. Las extensas fanegadas de terreno habían sido vendidas. El Colegio Unión, heredero del Instituto y del Colegio Industrial empezaba el vigésimo sexto año de actividades y el segundo año con esa denominación, funcionaba en áreas restringidas y en la modalidad de Colegio Unión de Varones y Colegio Unión de Mujeres, condición impuesta por el ministerio de educación de aquella época. Las miras eran trasladarse al fundo adquirido en Ñaña. Las construcciones del nuevo colegio habían empezado. 
Pero he aquí que el padre, quien había sido su maestro personal, había recomendado al jovencito de 14 años, para que logre oficializar los estudios realizados en casa, y proseguir su educación. El padre tuvo fe en el hijo que dejó, el director, tuvo fe en el joven que admitió, es que había en el corazón y en la mente del jovencito que aún no había terminado de crecer físicamente,  un enorme deseo de aprender, de progresar, y miraba con ojos luminosos el ambiente tan diferente de la hermosa selva y los ríos que había dejado en el Perené. 

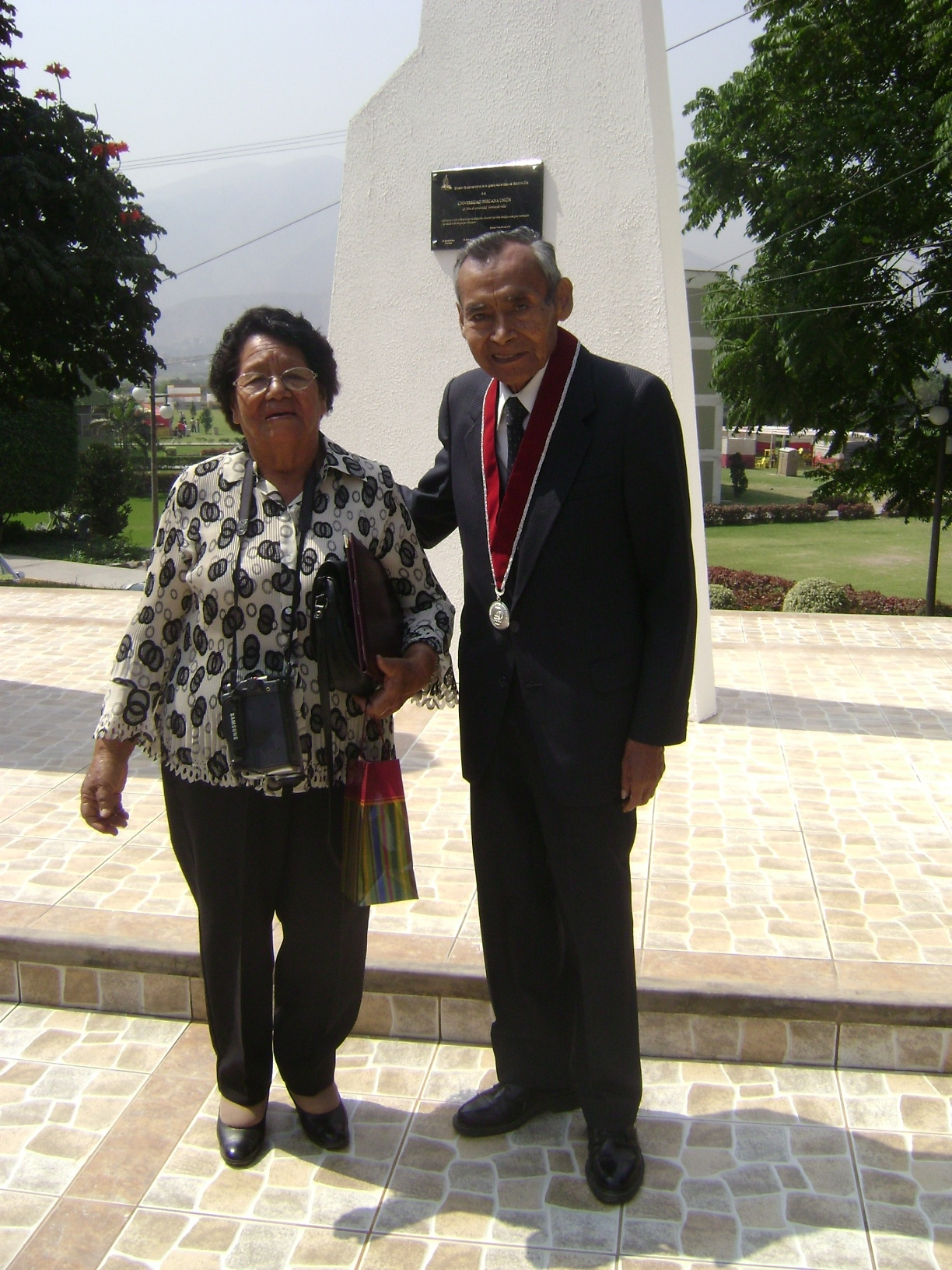
El Dr. Rubén Castillo Anchapuri y su esposa María Natividad Valencia Navarro

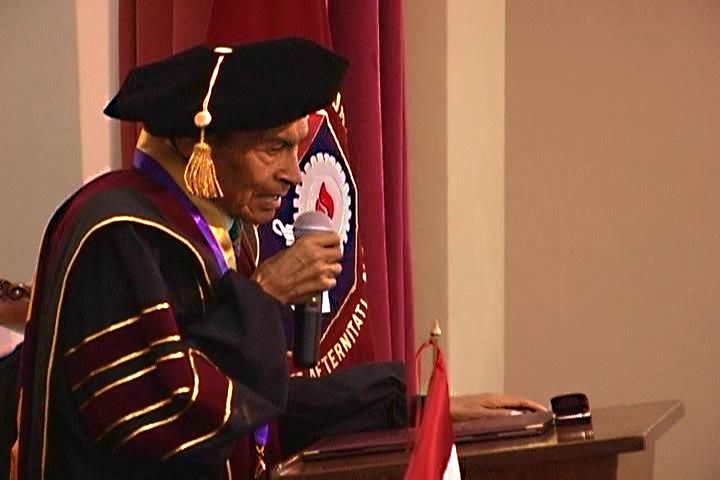
El Dr. Rubén Castillo Anchapuri en el discurso de agradecimiento por el Doctor Honoris Causa que le otorgó la Universidad Peruana Unión

En 1946, junto con el contingente de estudiantes varones, de los profesores, de los equipos principales y enseres del Colegio Unión, se trasladó a Ñaña y se matriculó en el primer año de secundaria. Inauguraron el flamante internado de varones, las nuevas aulas, los comedores, todavía con olor de fresca pintura. El área cultivada por el expropietario estaba delante de los ojos, eran las uvas, con los mejores injertos de la zona. Los jóvenes comenzaron a trabajar en la chacra, en el establo, en  las construcciones. “Castillito”, como se lo llamaba cariñosamente, no tenía reparo en trabajar en cualquier rama laboral. Así inició los estudios secundarios, los que culminó en 1950. Pero Rubén, por su acendrado interés en la lengua castellana y otras materias, se convirtió en asistente de los profesores como corrector de pruebas y exámenes. Participó en muchas actividades extracurriculares. Terminó de crecer físicamente en este lapso,  pero nunca dio por terminado su desarrollo intelectual y espiritual. 
En 1948 conoce a Natty quien llegó procedente de Arequipa y del Colegio Adventista del Titicaca, Juliaca, años más tarde se convertiría en su esposa. Al fin del año escolar de 1949, una emotiva reunión de despedida entre alumnos y un maestro a quien respetaban y amaban, y que partía a prestar servicios en otro país, marcó las vidas de muchos jóvenes, entre ellos de Natty y de Rubén, el consejo era no dejar la senda de la superación, seguir estudios superiores universitarios, y el objetivo y la esperanza era que se convirtieran en líderes de la educación y de la iglesia adventista. Nunca olvidaron aquellas palabras. El maestro que partió era don Alcides J. Alva, el director que lo había recibido en 1945, y los alumnos decidieron cumplir el cometido.
Rubén, junto con Natty y otros condiscípulos más siguieron los dos años de estudios de Teología en la sección superior del Colegio Unión. En 1951 Rubén fue el director de El Eco del Colegio. Las clases progresaban, la amistad se tornó especial. Se graduaron en 1952 y en marzo de 1953 se casaron. 
Hubo lugar para ellos en la viña del Señor. Se dirigieron al Colegio adventista del Titicaca, en Chullunquiani, Juliaca y allí sirvieron con entusiasmo, Rubén fue director del internado de varones y profesor de varias materias, Natty, maestra de la escuela primaria. Allí nació su primera hija Sonia. 
Trabajaron allí por dos años, pues tenían planes de continuar estudios superiores y viajaron a la ciudad de Arequipa, donde Rubén ingresó a la Universidad de San Agustín, y aprobó dos años de Derecho. Allí nació su hija Hulda.  Un terremoto asoló a Arequipa, pero otro remezón en sus vidas permitió que vuelvan al Colegio de Juliaca para trabajar por otros tres años. Allí nació Nancy.
Pero la promesa de su corazón de lograr una educación universitaria no se había desvanecido. En 1960 enrumbaron a la ciudad de Huancayo y Rubén estudió Educación, en la Universidad Nacional del Centro y se graduó como Profesor de Biología y Ciencias Naturales. En ese lapso logró la estima y el respeto de una profesora, la Dra. Esther Muzurieta de Nieva. Natty trabajó en la escuela primaria adventista de la ciudad. Rubén participó en la enseñanza de la escuela, porque tenía una nueva decisión y un nuevo sueño, la iglesia debía tener un colegio secundario en Huancayo. La entrada de varios adolescentes a la hora final del culto sabático lo impresionó, ellos debían tener acceso a un colegio adventista.  El año 1962, sufrió un accidente: en las prácticas de Instrucción Pre-Militar le cayeron múltiples esquirlas de bala en la cabeza y en los muslos. Fue considerado muerto y lo trajeron a Lima entre los cadáveres, en la morgue fue encontrado por su esposa,  quien al notar que tenía signos vitales alertó a los médicos y lo salvaron. Pese a este serio accidente, viajó por las regiones vecinas del Departamento de Junín,  instando a los padres de familia para enviar a sus hijos al nuevo colegio, así el Colegio Renacimiento nació por su terca voluntad de educador y líder de la iglesia. Así le había prometido al maestro terrenal que lo animó a luchar, pero mucho más que eso: le había ofrecido el servicio de su vida al Creador. Numerosos alumnos recuerdan al fundador y maestro en Huancayo. Allí nació Rubén, el hijo.
El Director del Colegio Unión visitó Huancayo y le dijo al flamante profesor: “Lo necesitamos en Ñaña (Lima), venga cuanto antes”. De esta manera Rubén volvió a su alma mater. Para animar la docencia. Para conversar mucho sobre educación adventista. Y para seguir soñando. Y allí se quedó desde 1965.  Cuando el Colegio Unión cumplió 50 años en 1969, Rubén fue el director de la edición especial de El Eco del Cincuentenario. Presidió numerosas comisiones. En 1970 obtuvo el grado de Doctor en Educación por la  Universidad Nacional de Educación Enrique Guzmán y Valle, más conocida como La Cantuta, situada en Chosica.
Tenía un sueño mayor que iba creciendo: “Nuestra institución debe y puede ser universidad”. Entre tanto continuó enseñando y se desempeñó como secretario y vicedirector de la institución que ya se denominaba Centro de Educación Superior Unión. Hubo acuerdos temporales con algunas universidades. El sueño de la Universidad Unión, debía hacerse realidad.  En 1979 con el apoyo y la venia de la dirección general y el cuerpo docente, puso las primeras notas de un proyecto, que fue llevado al organismo gubernamental que autorizaba el funcionamiento de las nuevas universidades. En 1980  se convocaron elecciones y apareció una nueva aurora democrática. Las nuevas universidades se fundaban solo por ley aprobada en el congreso de la república.
Había que seguir ese nuevo camino. El Dr. Rubén Castillo afinó el proyecto con la colaboración de expertos, y con el visto bueno de la administración de la iglesia el proyecto fue presentado al Congreso. Hubo que buscar amigos y parientes o relacionados, que eran miembros del parlamento y se recibió su apoyo.  Las Diputadas Esther Muzurieta de Nieva, la antigua y noble maestra y solidaria amiga del Dr. Rubén Castillo, la Sra. Berta Arroyo de Alva y el diputado Ing. Demetrio Carranza, hicieron suyo el proyecto, lo tomaron con enorme cariño, y siguieron todos los trámites necesarios. Hubo altos y bajos, pero la terca voluntad siguió trabajando. Tuvimos el privilegio de acompañarlo y caminar juntos en algunos aspectos de esta tarea. El proyecto fue aprobado y se convirtió en ley, la que fue promulgada por el presidente de la República, Arquitecto Fernando Belaúnde Terry, el 31 de diciembre de 1983.  La Universidad Unión Incaica era una realidad. Un sueño cumplido para un terco luchador, que era también un sueño compartido por los docentes, alumnos y exalumnos del Colegio Unión.  
El Dr. Rubén Castillo Anchapuri fue nominado como Presidente de la Comisión Organizadora de la Universidad y Primer Rector de la misma, y se dio inicio al primer año académico de la Universidad en abril de 1984. Le tocaba ahora a él presidir un período importante de transición. No era como el cambio del colegio de Miraflores a Ñaña. Era la extensión del Colegio Unión y del Centro de Educación Superior al nivel terciario de Universidad. Su tarea fue ardua, alentar y exigir excelencia a las nuevas generaciones. Las palabras del antiguo maestro resonaban en su mente. Tuve también la oportunidad de formar parte de la Comisión y de las actividades docentes en ese primer año académico Al término de su período como Presidente y Rector, fue elegido Decano de la facultad de Educación, cargo que cumplió en el período de 1990 a 1992.
El tiempo no se detiene y la jubilación llegó, pero el estudió prosiguió. En los Estados Unidos de Norteamérica obtuvo el grado de Doctor en Naturopatía. El primigenio sueño de estudiar medicina, también se realizó de esta manera. Tuvo la oportunidad de ayudar y aconsejar a muchas personas. Intercaló su residencia entre Dallas, Texas y Ñaña, Lima.
Rubén siempre volvió al Perú. La terca voluntad de vivir, por la gracia del Hacedor, le permitió sobrevivir por 20 años a una grave dolencia. Visitaba sus paisajes y pueblos preferidos. Celebró sus bodas de oro matrimoniales en este lugar en 2003. Participó en varias ceremonias de aniversario. Al celebrarse el XXV Aniversario de la Universidad Peruana Unión, ésta le otorgó el grado de Doctor Honoris Causa.  En el Congreso de la República fue distinguido como educador de nombre de la Iglesia Adventista. Tuvo un gran deseo, en enero del año 2009 dictó su último curso en la Universidad Peruana Unión: Filosofía y Educación Cristiana, para los estudiantes de maestría.
Falleció el 17 de febrero de 2009 en la ciudad de arequipa. Fue sepultado el 20 de febrero en el cementerio CAMPOFE de la localidad de Huachipa, Lima. El Dr. Rubén Castillo Anchapuri descansa ahora de las faenas de la vida “pero sus obras le siguen”

## Formación Académica
- 1.	Educación Primaria: No fue realizada con estudios formales del 1º al 5º Por haber radicado en la selva, por tal razón se acreditaron con exámenes de suficiencia. El 6º Año fue cursado en el Colegio “Unión” de Miraflores, Lima.
- 2.	Educación Secundaria:
  - 1946–1950  Colegio “Unión”, Ñaña, Lima.
- 3.	Educación Superior
  - 1951–1952  Curso Ministerial Teológico, en el Colegio “Unión”, reconocido como Inca Union Collage en USA.
  - 1955–1957 Pre-Derecho en la Facultad de Letras. Universidad Nacional San Agustín. Arequipa.
  - 1961	Facultad de Ingeniería Industrial. Universidad Nacional del Centro del Perú, Huancayo.
  - 1961–1965 En la Facultad de Educación, Especialidad de Ciencia Biológicas, Universidad Nacional del Centro del Perú, Huancayo.
- 4.	Post Grado
  - 1970–1972 Programa de Doctorado en Educación. Universidad Nacional de Educación “Enrique Guzmán y Valle”, Chosica, Lima.
  - 1993–1995   Curso de Salud Natural (Medicina Natural).Trinity College Of Natural Health. Winona Lake, Indiana, USA.

## Grados y Títulos
- 1952 Diploma de Graduado en Ministerio Teológico. Colegio Unión (reconocido como Inca Union Collage por USA), Ñaña, Lima.
- 1970 Bachiller en Educación. Universidad Nacional del Centro del Perú. Huancayo.
- 1970 Título de Profesor de Educación Secundaria con Especialidad en Ciencias Biológicas. Universidad Nacional del Centro del Perú, Huancayo.
- 1974 Grado de Doctor en Ciencias de la Educación. Universidad Nacional de Educación “Enrique Guzmán y Valle”, Chosica.
- 1995 Grado de Doctor of Naturopathy (Doctor en Naturopatía o Medicina Natural). Trinity College Of Natural Health Winona Lake, Indiana, USA.

## Trayectoria Profesional Docente
- Colegio Adventista del Titicaca. Juliaca, Puno.
  - 1953–1954  Profesor del 6º Año de Primaria a tiempo parcial.
  - 1958–1960  Profesor de Geografía y de Técnicas Manuales.
- Instituto Comercial. Huancayo
  - 1961	Profesor de Geografía
- Colegio “Renacimiento”. Huancayo
  - 1962–1965   Profesor de Geografía y de Ciencias Naturales.

- Centro de Educación Superior Unión (CESU). Ñaña, Lima.
  - En Secundaria
    - 1966–1980 Geografía y Ciencias Naturales (Botánica, Zoología, Anatomía y Fisiología, Elementos de Física y Química, Biología).

  - En la Escuela Normal Unión, Anexa a la Facultad de Educación y Ciencias Humanas de la Universidad Nacional Federico Villarreal.
    - 1969–1973 Técnicas del Trabajo Universitario, Estadística Aplicada a la Educación, Evaluación del Rendimiento Escolar, Recursos Naturales.

  - En el Seminario Adventista Unión
    - 1970–1980  Geología Creacionista, Filosofía de la Educación Cristiana.
- Universidad Unión Incaica. Ñaña, Lima.
  - 1984–1991 Universidad, Sociedad y Cultura. Introducción a la Investigación. Filosofía de la Educación. Introducción a las Ciencias de la Educación. Evaluación Educacional. Didáctica de las Ciencias Naturales. Consejería Educacional.

## Cargos Administrativos
- Colegio Adventista del Titicaca. Juliaca
  - 1953–1954 Director del Hogar Estudiantil de Varones.
  - 1958–1960 Secretario del Colegio.

- Colegio “Renacimiento”. Huancayo.
  - 1962 Subdirector del Colegio
  - 1963–1964 Director Interino
  - 1965 Director de Estudios

- Centro de Educación Superior Unión (CESU)
  - 1966–1969  Secretario General
  - 1970	Dirección de la revista “El Eco” con motivo de las Bodas de Oro de la creación institucional.
  - 1971–1973 Jefe del Departamento Audiovisual
  - 1974–1977 Director de la Sección Secundaria
  - 1978–1980 Director Académico del CESU
  - 1978–1982 Director de la ESEP UNION

- Asociación Unión Incaica de la Iglesia Adventista del Séptimo Día (Ecuador, Perú y Bolivia). Sede: Miraflores, Lima.
  - 1981–1984  Director del Departamento de Educación.
  - 1978–1983 Apoderado para el Proyecto de creación de la Universidad Unión Incaica.

- Universidad Unión Incaica. Ñaña, Lima.
  - 1984–1989 Presidente de la Comisión Organizadora de la Universidad Unión Incaica con rango de Rector.
  - 1990–1991 Decano de la Facultad de Educación

## Comisiones y Delegaciones
- Agosto de 1972. Viaje de estudio de los Recursos Naturales en el sector medio del Río Perené.
- Agosto de 1973. Estudios botánicos en Las Cascadas, Río Perené.
- Julio de 1975. Delegado al Congreso Mundial de la Iglesia Adventista en Viena, Austria.
- Agosto de 1975. Visitas de interés educativo en Grecia e Israel.
- Julio de 1985. Delegado al Congreso Mundial Adventista de New Orleans, USA.

## Participación en Eventos Educacionales
- Enero de 1977. Expositor de un curso de desarrollo comunal en la Comunidad Nativa Campa de Nevati, Río Pichis.
- Enero de 1981. Participante en el Encuentro de profesores de Teología.  Foz de Iguazú, Brasil.
- 1982 mayo.  Congreso Panamericano de Educación Adventista en Medellín, Colombia.
- Enero de 1983. Curso de Administración Escolar (60 horas) auspiciado por el Departamento de Educación de la División Sudamericana de la Iglesia Adventista. Cochabamba, Bolivia.
- Marzo de 1986. II Convención Nacional de Universidades Particulares de reciente creación. Chiclayo.
- Enero de 1987. Organizador del Encuentro de profesores de habla hispana del cono Sudamericano. Cochabamba, Bolivia.
- Febrero de 1987. Seminario: Nacional de Formación Profesional. Análisis Curricular de Facultades de Educación. Asamblea Nacional de Rectores. Ica.
- Febrero de 1987. Análisis Carric
- Junio de 1987. Seminario: Planificación, Concepción, Funciones y Métodos. Organizado por la Asamblea Nacional de Rectores. Universidad Nacional José Faustino Sánchez Carrión. Huacho, Lima.
- Agosto de 1987.  Participante en el Encuentro de profesores de Instituciones Superiores de Sudamérica.  Sao Paul, Brasil.
- Noviembre de 1987.  Expositor del Seminario: “Elaboración de Tesis Universitaria”. Universidad Unión Incaica. Lima.
- 1989 	abril.  Seminario: “Ley Universitaria Nº 23733” organizado por la Cámara de Diputados del Congreso de la República del Perú y la Asamblea Nacional de Rectores. Lima
- 1989 	Setiembre.  Seminario: “Creacionismo”, organizado por GEOSCIENCIE RESEARCH INSTITUTE de Loma Linda University, USA.
- 1990 	abril.  Participante en la Primera Jornada de Implementación Metodológica en la Investigación Científica. Universidad Unión Incaica. Ñaña, Lima.
- 1991 	agosto.  II Seminario Nacional de Formación Profesional. “Análisis Curricular de las Facultades de Educación. Asamblea Nacional de Rectores. Ñaña, Lima.
- 1991 	noviembre.  Participante en el Encuentro Nacional “La Universidad Peruana y los Proyectos Educativos Regionales como Base para el proyecto Educativo Nacional”. Asamblea Nacional de Rectores. Cajamarca.
- Agosto de 1992. Anfitrión del Primer Encuentro de Decanos de las Facultades de Educación. Ñaña, Lima.
- Mayo de 1993. Ponente: “Tópicos Selectos en Ciencia y Tecnología”. Universidad Unión Incaica. Ñaña, Lima.
- Junio de 1993. Expositor: “Los Valores Espirituales en la enseñanza de las Ciencias”. Universidad de Montemorelos. Nuevo León, México.
- Febrero de 1994. Ponente: “El Perfil del Educador Adventista”. I Encuentro de Profesores Adventistas de la Misión Peruana del Sur, auspiciado por la Dirección Regional de Educación. Arequipa.
- Abril de 1994. Symposium: “Calidad de la Educación para el Siglo XXI”. Universidad Unión Incaica. Ñaña, Lima.
- 1996	Agosto. Asistente Honorario al I Congreso Nacional de Educadores Adventistas del Perú. Universidad Unión Incaica. Ñaña, Lima.

## Obras Publicadas
- Manuales para Secundaria
  - 1967 Cuaderno de Trabajo de Ciencias Naturales I
  - 1968	Cuaderno de Trabajo de Ciencias Naturales II
  - 1969	Cuaderno de Trabajo de Elementos de Física y Química
  - 1968	Cuaderno de Trabajo de Biología

- Manuales para el nivel superior
  - 1970	Cómo Estudiar e Investigar
  - 1972	Como Presentar Informes, Monografías y Tesis
  - 1973	Apuntes de Geología Creacionista
  - 1986	Teoría de la Educación
  - 1987	Introducción a las Ciencias de la Educación
  - 1988	Filosofía de la Educación
  - 1990	Guía de Evaluación Educacional
  - 1991	Manual de Consejería Educacional

- Libros
  - 2005	Nombres y Títulos de la Deidad Bíblica
  - 2009	Filosofía y Educación Cristiana
  - 2010 Al paso del Tiempo (Obra Póstuma)

## Trabajos de Investigación
- 1970	“El Aporte Educativo del Trabajo Físico. Una Experiencia en el Colegio Unión”. Tesis para optar el Bachillerato en Educación. Universidad Nacional del Centro del Perú, Huancayo.
- 1974	“Problemas de Integración de la Etnia Campa (Ashaninka) a la Educación y Cultura Nacionales”. Tesis doctoral. Universidad Nacional de Educación “Enrique Guzmán y Valle”, Chosica.
- 1995	“Phytotherapy the reach of everybody” (La Fitoterapia al Alcance de Todos). Tesis para el Grado de Doctor of Naturopathy (Doctor en Naturopatía o Medicina Natural), Trinity College Of Natural Health Winona Lake, Indiana, USA.

## Premios y reconocimientos

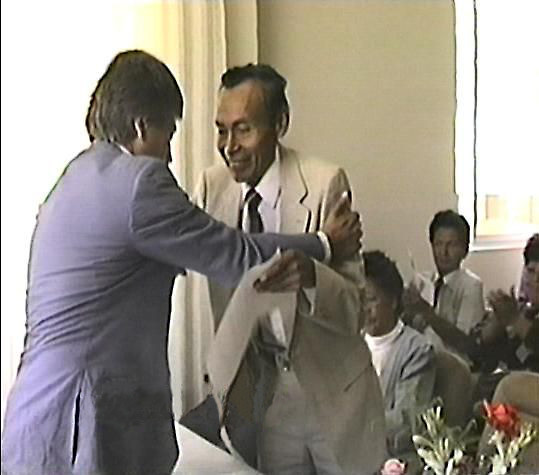
El Dr. Rubén Castillo Anchapuri recibiendo de las manos del Presidente de la Asamblea Nacional de Rectores, Dr. Javier Sota Nadal, la Resolución que reconoce su labor como gestor de la Universidad Unión Incaica, hoy Universidad Peruana Unión

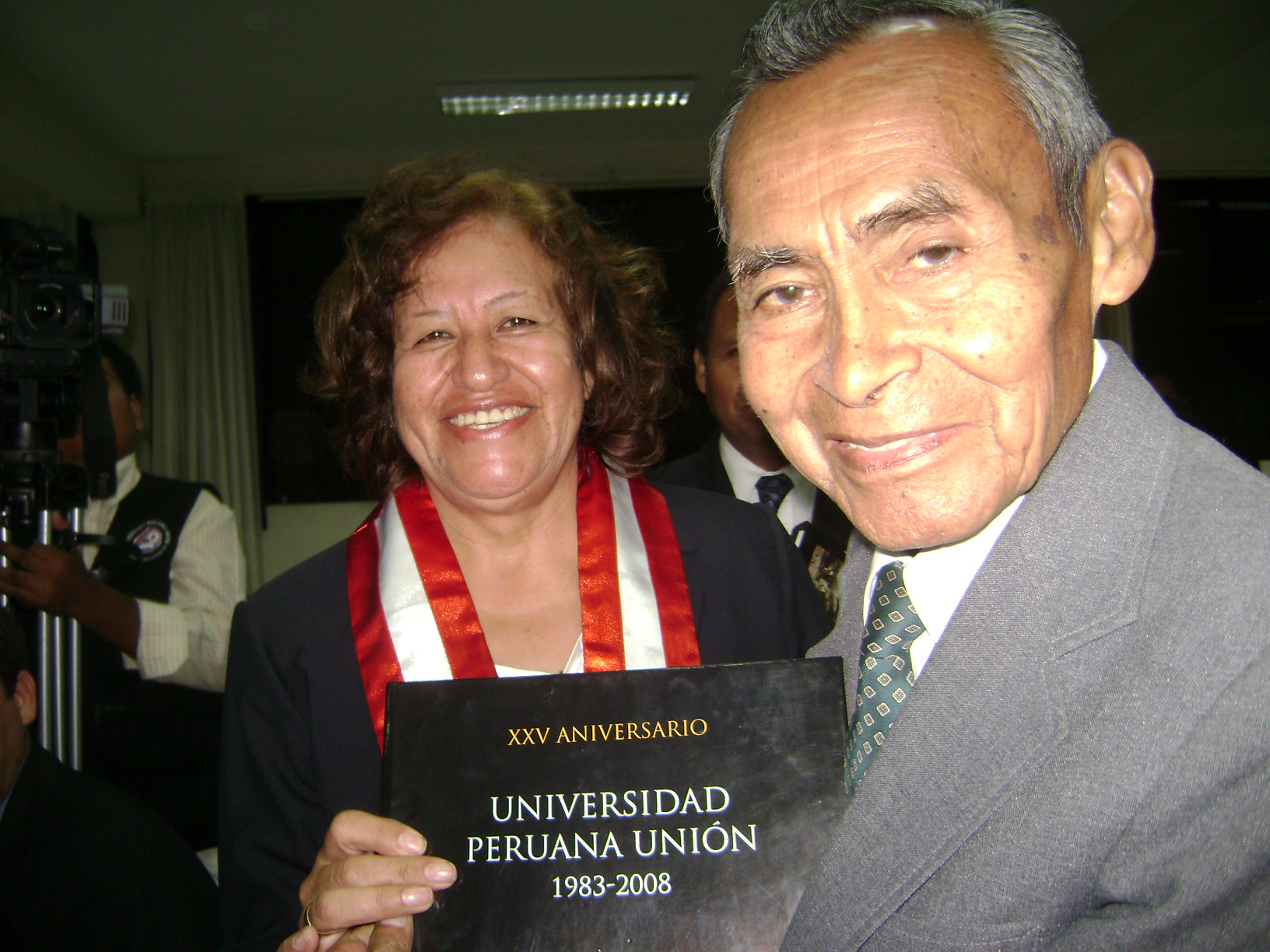
La Rectora de la Universidad Peruana Unión, Dra. Leonor Bustinza le otorga el Libro de Plata al Dr. Rubén Castillo Anchapuri por su labor y contribución a la Educación Adventista Latinoamericana.

- 1972 	Ingreso como Miembro de la Sociedad de Botánicos del Perú.
- 1984 	Pergamino de Reconocimiento como el Primer Rector de la Universidad Unión Incaica (hoy Universidad Peruana Unión),  Congreso de Profesores, Puno.
- 1984 	Declarado Huésped Ilustre de la ciudad de Juliaca, por el Concejo Provincial de San Román, Puno.
- 1987 	Certificado de participación en el Estudio de la Ley Universitaria del Perú Organizada por la Cámara de Diputados.
- 1988 	Nominación de “Promoción Rubén Castillo Anchapuri” por dos escuelas primarias, dos colegios secundarios y tres facultades de Universidad.
- 1989	Pergamino de la Promoción 1989, denominada “Rubén Castillo Anchapuri”. Colegio “Alborada”. Callao, Lima.
- 1989 	Resolución de reconocimiento y felicitación de la Asamblea Nacional de Rectores por su contribución a la Universidad Peruana con su función ejercida como Presidente de la Comisión Organizadora de la Universidad Unión Incaica (hoy Universidad Peruana Unión).
- 1991 	Presidente del II Encuentro Nacional de Decanos de Educación de la Universidad Peruana. Ñaña, Lima.
- 1992 	Reconocimiento con el Plato de Plata en el Día del Maestro por los alumnos de la Facultad de Educación de la Universidad Unión Incaica (hoy Universidad Peruana Unión).
- 1993	Testimonio por su participación en el II CONGRESO ITALO PERUANO DE ETNOMEDICINA ANDINA. Lima.
- 1993	Reconocimiento de la Universidad de Montemorelos, México, por haber ofrecido a los docentes el Seminario “Integración de la Fe en las Ciencias Biológicas”.
- 1994	Distinción Honorífica como PROFESOR EMÉRITO por la Universidad Unión Incaica (hoy Universidad Peruana Unión). Ñaña, Lima.
- 1995	Participación como asistente en Conferencias Magistrales de Medicina Tradicional. Ministerio de Salud. Lima.
- 1996	Registered Naturopath. Council on Naturopathic Registration and Acreditation, Inc., USA.
- 2008	Reconocimiento con Medalla de Plata por la Universidad Peruana Unión por “Su reconocida trayectoria docente y educativa”.
- 2008	Distinción como doctor honoris causa por la Universidad Peruana Unión. Ñaña, Lima. Con motivo de las Bodas de Plata de la creación de la Universidad.